# Vjekoslav Bevanda
Vjekoslav Bevanda (ur. 13 maja 1956 w Mostarze) – bośniacki ekonomista i polityk pochodzenia chorwackiego, wicepremier i minister finansów Federacji Bośni i Hercegowiny w latach 2007–2011. Premier Bośni i Hercegowiny od 12 stycznia 2012 do 11 lutego 2015.

## Życiorys
Vjekoslav Bevanda urodził się w 1956 w Mostarze, gdzie w 1971 ukończył szkołę podstawową, a cztery lata później gimnazjum. W styczniu 1979 ukończył finanse na Wydziale Ekonomii Uniwersytetu w Mostarze.
W latach 1979–1989 pracował w zakładach przemysłu lotniczego SOKO w Mostarze, jako referent ds. finansowania inwestycji, kierownik działu płatności, dyrektor ds. bankowych oraz dyrektor służb finansowych. Od 1990 do 1993 pracował w banku APRO w Mostarze, początkowo jako dyrektor działu faktoringu, awansując następnie na stanowisko prezesa banku. W latach 1993–1999 był zatrudniony w grupie Eurosped w Zagrzebiu. Pełnił wówczas funkcję dyrektora banku Nord Adria Triest oraz banku Nord Adria Wien. W latach 2000–2001 był dyrektorem Euro centar w Splicie. Od 2001 do 2007 zajmował stanowisko dyrektora banku Commercebank oraz banku CBS w Sarajewie.
W latach 1997–2001 pełnił funkcję ministra finansów i wicepremiera w rządzie Federacji Bośni i Hercegowiny. W wyborach parlamentarnych w Bośni i Hercegowinie w październiku 2010 uzyskał mandat deputowanego do Parlamentu Federacji Bośni i Hercegowiny z ramienia Chorwackiej Wspólnoty Demokratycznej w Bośni i Hercegowinie (HDZ BiH).
29 grudnia 2011 został wybrany kandydatem do obsady urzędu premiera Bośni i Hercegowiny po tym, jak dzień wcześniej liderzy największych partii politycznych osiągnęli porozumienie w sprawie utworzenia nowego rządu. Zakończyli w ten sposób trwający od wyborów parlamentarnych w październiku 2010 impas i kryzys gabinetowy, w czasie którego krajem administrował kończący kadencję rząd premiera Nikoli Špiricia.
5 stycznia 2012 Prezydium Bośni i Hercegowiny desygnowało go na stanowisko premiera, powierzając misję utworzenia rządu. 12 stycznia kandydaturę Bevandy na stanowisku premiera zatwierdziła Izba Reprezentantów.
Vjekoslav Bevanda jest żonaty, ma dwie córki.